# Jonathan Lacourt
Jonathan Lacourt (Avignon, 17 augustus 1986) is een Franse voetballer (middenvelder) die sinds 2008 voor de Franse eersteklasser Valenciennes FC uitkomt. Eerder speelde hij voor RC Lens en Troyes AC.